# Wet bankenbelasting
De Wet bankenbelasting regelt een belasting over de ongedekte schulden van banken die in Nederland actief zijn. De wet is op 1 oktober 2012 ingevoerd.

## Doelstellingen
Met de Wet bankenbelasting worden drie aspecten aangepakt. 
- In de kredietcrisis hebben banken in financiële nood overheidssteun ontvangen. In ruil daarvoor vraagt de overheid een financiële bijdrage van de banken in de vorm van een bankenbelasting.
- De overheid wil het financiële stelsel gezonder maken door met deze belasting vooral die banken te raken die een hoog risico lopen. Banken met een laag risico betalen relatief minder belasting.
- In de bankenbelasting is ten slotte een maatregel opgenomen die beoogt excessieve variabele beloningen, bonussen, van bestuurders van banken te matigen.

## Heffingsgrondslag
Alle bancaire instellingen die in Nederland actief zijn, zijn belastingplichtig. Dit zijn alle banken die van De Nederlandsche Bank (DNB) een bankvergunning hebben gekregen en die instellingen die over een ‘Europees bankpaspoort’ beschikken maar geen DNB verleende bankvergunning hebben en toch in Nederland actief mogen zijn. Dit zijn bijvoorbeeld Europese banken die in Nederland een vestiging hebben.
De bankenbelasting wordt geheven over de zogenoemde ongedekte schulden van banken. Dit zijn de schulden die overblijven na aftrek van onder meer het eigen kapitaal van de bank en het kapitaal dat is gereserveerd voor het geld dat bij de bank in bewaring is gegeven onder het depositogarantiestelsel. 
Kleine banken met een heffingsgrondslag van minder dan € 20,9 miljard zijn van deze belasting gevrijwaard. Dit is de zogenoemde 'doelmatigheidsvrijstelling'.
De regering verwacht van de belasting een opbrengst van € 600 miljoen op jaarbasis.

## Stimulans gezond financieel stelsel
De bankenbelasting stimuleert banken om langlopende financieringen aan te gaan in plaats van kortlopende financieringen. De kortlopende leningen hebben tijdens de kredietcrisis voor liquiditeitsproblemen bij banken gezorgd, waardoor staatssteun nodig was. De banken betalen een klein percentage over ongedekte schulden en ongedekte schulden met een looptijd van korter dan een jaar worden tweemaal zo zwaar belast als langlopende ongedekte schulden.
In het geval dat er hoge bonussen, dat is meer dan 100% van het vaste salaris voor de jaren 2012 en 2103, aan bestuurders worden uitgekeerd dan wordt het percentage met 10% verhoogd. Vanaf 2014 is een hoge bonus als het meer dan 25% is van het vaste salaris. Deze maatregel moet het vertrouwen in de bancaire sector helpen vergroten. Tot 2016 heeft geen enkele bankenbestuurder een variabele beloning van meer dan 25% (of 100%) gekregen, waardoor de verhoging van de tarieven van de bankenbelasting nooit is toegepast.

## Kritiek
De Nederlandsche Bank reageerde aanvankelijk negatief op de plannen voor een bankenbelasting zoals door de Europese Commissie werd bepleit. De belasting is een reactie op de vox populi, waar noch de banken noch de economie mee geholpen is. Volgens DNB directeur Henk Brouwer lagen bij de Amerikaanse banken meer oorzaken voor de crisis dan in het Europese. De bankenbelasting is ook een te ongericht instrument voor compensatie van de mogelijke kosten die de maatschappij heeft moeten opbrengen om onderdelen van de financiële sector te ondersteunen.
De Nederlandse Vereniging van Banken heeft zich ook verzet tegen deze belasting. Een extra belasting beperkt de kredietverlening aan consumenten en bedrijven en vertraagt daarmee het economisch herstel. Er bestaat immers een sterke band tussen het kapitaal van de bank en de hoeveelheid krediet dat de bank kan verstrekken. De belasting remt de groei van het kapitaal af waardoor banken minder krediet kunnen verlenen. De Nederlandsche Bank heeft hier onderzoek naar gedaan en bestrijdt deze gedachte indien de banken in staat zijn deze belasting af te wentelen op zijn klanten. Indien er géén doorrekening plaatsvindt via hogere rentes of lagere kosten dan remt dit de kredietverlening af met zo’n € 20 miljard per jaar. Volgens DNB is dit overigens wel het meest negatieve scenario. De staatssecretaris van Financiën, Frans Weekers, heeft wel toegezegd in te grijpen als de kredietverlening meer dan twee kwartalen achter elkaar krimpt of als er sprake is van een afname die groter is dan in de afgelopen tien jaar is voorgekomen.
In juni 2013 werd het rapport “Naar een Dienstbaar en Stabiel Bankwezen” gepresenteerd. In het rapport roept de commissie op de recent ingevoerde bankenbelasting weer af te schaffen. Volgens voorzitter Herman Wijffels is de belasting contrair aan de doelstelling dat banken hun kapitaal versterken. De bankbelasting onttrekt immers vermogen wat juist gebruikt moet worden om de financiële buffers van de banken te versterken.

## Voorstel verhoging belasting
In september 2023 heeft een meerderheid in de Tweede Kamer een voorstel gesteund om de bankenbelasting met € 350 miljoen. Twee weken later werd de beoogde extra inkomsten verlaagd naar € 150 miljoen.
De Europese Centrale Bank (ECB) heeft verschillende bezwaren tegen dit plan. De ECB schrijft dat sommige financiële instellingen met zo'n verhoging minder goed in staat om een verslechtering van de economie op te vangen. Een verhoging van de bankenbelasting zet de winstgevendheid van banken onder druk, terwijl die winsten nodig zijn om kapitaalbuffers op te bouwen.

## Betalingen
In 2012 betaalde de Rabobank Groep € 196 miljoen aan bankenbelasting; dit betreft circa een derde van het totale bedrag dat de Nederlandse banken aan bankenbelasting is opgelegd. Voor ING Groep was dit € 175 miljoen. Vanaf 2012 heeft de belasting de volgende inkomsten opgeleverd, de getallen staan voor miljoenen euro: In 2021 was er sprake van een eenmalige heffing ter compensatie van een andere belasting die is vervallen.